# Metagenes

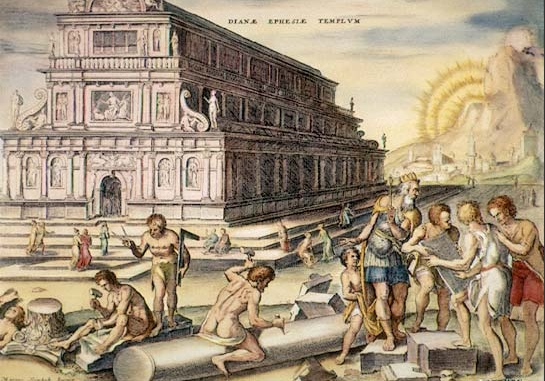
Świątynia Artemidy, grawiura Martina Heemskercka (1498–1574)

Metagenes (stgr. Μεταγένης) – architekt i wynalazca z Knossos na Krecie żyjący w VI p.n.e.

## Życiorys
Wraz ze swoim ojcem Chersiphronem był jednym z architektów początków budowy świątyni Artemidy w Efezie, znanej również pod grecką nazwą Artemizjonu, będącej jednym z siedmiu cudów świata i ukończonej przez Demetriosa i Peoniosa.
Ojciec i syn są również znani ze swoich wynalazków służących do transportu wielkich kamieni. Obaj przyczynili się do rozwoju inżynierii budownictwa przy konstrukcji gmachu, który został całkowicie zniszczony 21 lipca 356 roku p.n.e. pożarem rozpętanym przez wandala Herostratesa, który chciał sobie w ten sposób zapewnić sławę. 
Wraz z Iktinosem był także zatrudniony przy budowie Telesterionu w Eleusis.